# 吳文民
吳文民為台灣男性配音員。

## 配音作品
- 主要角色名稱以粗體顯示。
- 以下皆為國語配音。

### 台灣動畫
| 播映年份 | 作品名稱     | 配演角色 | 首播平台 | 備註 |
| -------- | ------------ | -------- | -------- | ---- |
| 2012     | 綠天使偵碳社 |          |          |      |

### 台灣遊戲
| 年份 | 作品名稱     | 配演角色      | 備註   |
| ---- | ------------ | ------------- | ------ |
| 2011 | 仙劍奇俠傳五 | 皇甫卓 歐陽英 | 台灣版 |

### 台灣戲劇
| 播映年份   | 作品名稱         | 配演角色                                                              | 角色演員                                                          | 配音領班 | 首播平台    | 備註                                          |
| ---------- | ---------------- | --------------------------------------------------------------------- | ----------------------------------------------------------------- | -------- | ----------- | --------------------------------------------- |
| 1996       | 中原鏢局         | 鄭青山（後期） 雲飛 古明祥 林子義 劉員外 汪倉                         | 李志奇 玉尚 劉越逖 聶秉賢                                         | 陳明陽   | 中視        |                                               |
| 1997       | 中原鏢局2        | 蔡漢英（後期） 金不凡（前期） 李文揚 黃沙（後期）                     | 劉克勉 李炳樺 加勢大周 趙擎                                       | 陳明陽   | 中視        | 又名《燕翎義薄雲天》                          |
| 1997       | 一品夫人芝麻官   | 夏冰文 洪阿勝                                                         | 楊懷民 蘇有朋                                                     | 陳明陽   | 台視        | 大陸版《台灣第一巡撫》                        |
| 1999       | 乞丐郎君千金女   | 謝明貴（後期）                                                        | 張晨光                                                            | 陳明陽   | 民視        | 大陸國語版《王寶釧與薛平貴》,角色名字是薛平貴 |
| 2000       | 靈山俠侶         | 黑王子                                                                | 宋逸民                                                            | 陳明陽   | 中視        | 第一版配音，現存資源16集以後                  |
| 2000       | 天地傳說之魚美人 | 江雲飛                                                                | 鄭嘉穎                                                            | 呂佩玉   | 台視        |                                               |
| 2000       | 西門無恨         | 伊次                                                                  | 李志奇                                                            | 袁光麟   | 中視        |                                               |
| 2002       | 再見螢火蟲       | 顧子謙                                                                | 袁耀發                                                            | -        | 台視        |                                               |
| 2003       | 少年史艷文       | 冷霜子 醉彌勒                                                         | 秦風 趙自強                                                       | 陳明陽   | 台視        | 台灣配音版                                    |
| 2003       | 天地有情         | 江天霖 陳宏                                                           | 黃少祺 朱永德                                                     | -        | 三立台灣台  | 分為台灣及其他地區之國語版和央視重錄國語版    |
| 2004       | 意難忘           | 李泉水 林大中 李世民 李文華 麥國傳 聶超風 余光榮 馬俊傑 黃坤山 林泰山 | 李興文 劉至翰 崔浩然 王燦 林在培 聶秉賢 張銘傑 馬幼興 黃仲昆 姜逸 | -        | 民視        | 國語版                                        |
| 2004       | 台灣龍捲風       | 黃文霆 袁世雄 陸冠生 張太吉 黑狗 王永德                               | 柯叔元 王豪 黃建群 何奕東 嚴偉立 林佑星                           |          | 新傳媒8頻道 | 國語版                                        |
| 2017－2018 | 我的男孩         | 蕭也時                                                                | 高聖遠                                                            | -        | 台視        |                                               |

### 中國大陸戲劇
| 播映年份 | 作品名稱       | 配演角色                    | 角色演員                       | 配演語言 | 首播平台   | 備註                     |
| -------- | -------------- | --------------------------- | ------------------------------ | -------- | ---------- | ------------------------ |
| 1999     | 莊姬公主       | 趙朔 晉悼公                 | 何家勁 吳亦謙                  | 陳明陽   | 八大戲劇台 | 台灣首播名為《亂世情緣》 |
| 1999     | 食神           |                             |                                | 陳明陽   | 八大戲劇台 | 港劇國語版               |
| 1999     | 蘇州二公差     | 柳生                        | 呂頌賢                         | 陳明陽   | 八大戲劇台 | 港劇國語版               |
| 2000     | 中華大丈夫     | 容海山 胡來                 | 趙文卓 高全軍                  | 陳明陽   |            | 港劇國語版               |
| 2001     | 新楚留香       | 楚留香                      | 任賢齊                         | 陳明陽   | 華視       | 港劇國語版               |
| 2002     | 齊天大聖孫悟空 | 唐三藏 二郎神 東海龍王 鐘馗 | 梁漢文 呂頌賢 蘇永康 謝霆鋒    | 陳明陽   | 中視       | 港劇國語版               |
| 2002     | 少年張三豐     | 張翠山                      | TAE                            | 沈光平   | 東森綜合台 |                          |
| 2003     | 金劍雕翎       | 蕭翎 孫老邪                 | 黃坤玄 劉長生                  | 康殿宏   |            |                          |
| 2004     | 情定愛琴海     | 陸恩祈                      | 蘇有朋                         |          | 華視       |                          |
| 2005     | 鏡花緣傳奇     | 唐敖/百果大仙 徐承志/金童   | 姜大衛 吳華新                  | 陳明陽   | 華娛衛視   | 港劇國語版               |
| 2010     | 神話           | 易大川 項羽 蒙恬 胡亥 李由  | 任泉 譚凱 丁子峻 彭大雄 石天碩 |          | 中視       | 台灣配音版               |
| 2013     | 花非花霧非霧   | 韓力                        | 高梓淇                         |          | 華視       | 台灣配音版               |

### 日本動畫
- 《名偵探柯南》：（ep.490起）：目暮十三、阿笠博士、沖矢昴、工藤優作、安德烈·卡邁爾、伏特加、鈴木次郎吉、伊森·本堂、諸伏高明、羽田秀吉、伊織無我、風見裕也
- 《神偷怪盜》：黑羽盜一、寺井黃之助、白馬探、茶木神太郎、紅子的管家、史涅克、蜘蛛
- 《Keroro軍曹》：Giroro、吉岡平正義
- 《鋼之鍊金術師》：金格·布拉德雷、修·塔卡、亞力士·路易·阿姆斯壯、約翰·哈博克、馮·霍恩海姆
- 《鋼之鍊金術師BROTHERHOOD》：金格·布拉德雷、修·塔克、亞力士·路易·阿姆斯壯、約翰·哈博克、48號（兄）、朱利歐·科曼契、古拉曼、胡爺爺、旁白
- 《元氣五胞胎》：森野瑞瑞
- 《宇宙海賊》：光國葵
- 《我們的仙境》：流星強尼
- 《美味大挑戰》：大原社長（後期）
- 《音速小子X》：納克魯斯、艾斯皮歐、克里斯（成年）、尼爾森、田中、山姆、阿凹、黑歐克
- 《犬夜叉 完結篇》：彌勒、殺生丸、銀太
- 《校園迷糊大王》：播磨拳兒、菅柳平
- 《神劍闖江湖》：相樂左之助※民視版本、齋藤一、悠久山安慈※東森電影版本（新京都篇）
- 《純情房東俏房客》：浦島景太郎※超視版本
- 《偵探學園Q》：團守彥※AXN/Animax版本，遠山金太郎※台視版本
- 《第一神拳》：青木勝、會長
- 《最遊記》：玄奘三藏、獨角兒
- 《蒼穹之戰神》：春日井甲洋、皆城公藏、日野道生、溝口恭介、堂馬廣登、手塚一平、伊敦
- 《學園愛麗絲》：副班導、鳴海老師
- 《徽章戰士》：弘治、岩野井、阿光
- 《魔法咪路咪路》：結木攝、住田光一、一郎、平井、丹塔牙醫、瑪魯莫、老醫生、英澤、火精靈小飛、奇克、艾瑪老師、魷魚師、久米田邦男、阿弗洛老師
- 《少年陰陽師》：紅蓮、朱雀、藤原行成、安倍成親、智鋪宮司
- 《Fate/stay night（命運／停駐之夜）》：Assassin（偽）、Gilgamesh（基加美修）※Animax版本
- 《天使怪盜》：Krad
- 《交響詩篇》：杜威、史托納、哈普、瑞登的爺爺、姆達吉
- 《BLEACH》：石田雨龍、朽木白哉、平子真子、葛力姆喬·賈卡傑克、魂、斬月、志波岩鷲、雀部長次郎、京樂春水、檜佐木修兵、志波海燕、銀城空吾、獅子河原萌笑
  - 《BLEACH 千年血戰篇》：石田雨龍
- 《網路女戰士》：狼人（辛克勞）、鋸齒、康特爾、孝志、秀人、總管
- 《烘焙王》：黑柳亮、木下陰人、模糊山剛、劉老麵、SH虎尾（ep.35～69）、雷歐哈特14世、愛德華·凱薩、法老、坪塚拓美、成海靜人、橋口隆死、岩城鐵生、基德（ep.36～61）
- 《魔兵傳奇》：阿爾維斯、魅影、亞修、主人
- 《光之美少女系列》
  - 《光之美少女》：藤村省吾、美墨岳、皮薩德、奇拉斯、裘納
  - 《光之美少女Splash Star》：小露妮、日向大介、美翔和也、火焰倫巴、葛亞
  - 《Yes! 光之美少女5》：可可（人類）、布比（第一季）、里諾、鷲雄浩太、多拿滋國王、史可普、巴達克斯、館長、亞多、穆卡迪、田村憲司、佳美之父
- 《王牌投手 振臂高揮》：阿部隆也、泉孝介、高瀨準太※Animax版本
- 《花冠之淚》：亞羅溫
- 《鐵馬少年》：深澤遙輔
- 《魔導少年》：馬卡羅夫·德雷亞、拉格薩斯·德雷亞、黑魔導士／瑟雷夫·多拉格尼爾、龐沙·利利、獅子座·雷歐／洛基、吉爾達茲·克萊伊夫、巨蟹座·凱沙、利昂·巴斯提亞、馬卡歐·康波德、馬克斯·阿洛則、拿布·拉薩羅、艾利高爾、阿利亞、西蒙·御雷、梟、希彼基·雷迪斯、眼鏡蛇／愛力克、午夜／馬克貝爾、納迪、普雷希特·蓋爾伯格、華院·希卡魯、拉哈爾、裘德·哈特菲利亞、唐·斯特雷特、強琉克·納維爾、貝爾貝諾、巴格斯、歐魯加·納納基亞、多班卡爾、納魯布亭格、天鵝座·戴涅寶、狙擊手·多雷克、豺狼、特拉夫撒、克勞福德·希姆札、黑龍／亞克諾羅基亞、尤里·德雷亞
- 《格鬥美神 武龍（日语：格闘美神 武龍）》：鏑木拓郎、曹福生
- 《小雙俠》：雙俠狗、東茲拉
- 《聖鬥士星矢 冥王黑帝斯冥界篇、極樂淨土篇》：紫龍、加隆、拉達曼迪斯、達拿都斯
- 《蒼天航路》：關羽、袁紹、夏侯惇、曹昂、郭嘉
- 《魔法禁書目錄》：史提爾·馬格努斯、藍髮耳環※華娛衛視版本
- 《宇宙兄弟》：真壁賢治、福田直人、南波父
- 《刀劍神域》：鐵雄、德加、凱因茲、葛利牧羅克、克拉帝爾
- 《驅魔少年》：神田優、書人
- 《王者天下》：昌文君
- 《鬼燈的冷徹》：別西卜
- 《戰鬥彈珠人 炎魂》：老闆（前期，客串性質）
- 《蒼穹之戰神Exodus》：真壁史彥、溝口恭介、達德利·巴恩斯、達斯汀·莫甘（ep. 1）
- 《青年黑傑克》：雷蒙德、金山留蔵、拓也的父親、馬龍、修葛、高柳、史蒂夫、喬尼·巴賽特、鯖目、多野、伴俊作、大剛景光、命尾、藤井
- 《MEGALO BOX》：藤卷
- 《庫洛魔法使：透明牌篇》：月城雪兔／審判者月、木之本藤隆、可魯貝洛斯（原形）
- 《入間同學入魔了！》：薩利班、蓋普・五右衛門、安洛先・修奈達、艾米・奇里歐、古辛・薩尼・格雷夫、巴迪恩・巴羅奇、卡姆卡姆先生、瑪爾巴斯・瑪奇、亞麥伊蒙、斯伯諾克・薩布贊、青空翔、法爾法爾、魔法開發師團團長、魔王師團團長、惡魔學校鐘聲
- 《龍的牙醫》：小澤
- 《歡迎光臨，千歲醬》：旁白
- 《達爾文遊戲》：隆二／前坂隆二、士明、篠塚、丹上、桂圭一、其他ACE成員
- 《鬼滅之刃》：響凱
- 《SPY×FAMILY間諜家家酒》：店長、華特·伊凡斯
- 《我獨自升級》：崔鍾仁、宋致烈、柳明翰、黃東石

### 歐美動畫
- 《機械戰士REX》：生化狼
- 《變形金剛 領袖之證》：柯博文
- 《天兵公園》：棒棒伯
- 《米老鼠新傳》：米奇（ep.14起）
- 《米老鼠群星會》：米奇
- 《米奇妙妙屋》：米奇
- 《米奇歡笑多》：米奇
- 《米奇妙妙車隊》：米奇
- 《米奇妙妙車玩轉冒險》：米奇
- 《米奇妙妙世界》：米奇
- 《粉紅豬小妹》：爸爸豬
- 《魔法俏佳人》：藍天（第二季）
- 《降世神通》：朱克、羅古、賣捲心菜的商人、萬知堂
- 《辛普森家庭》：魯肉王、艾甲甲、蘇呆子爸爸

### 韓國動畫
- 《摺紙戰士》：黑狼、志哲父

### 特攝片
| 播映年份 | 作品名稱         | 配演角色                                                  | 角色演員                                            | 首播平台   | 備註 |
| -------- | ---------------- | --------------------------------------------------------- | --------------------------------------------------- | ---------- | ---- |
| 2004     | 忍風戰隊破裏劍者 | 尾藤吼太 手裏劍者 塔臧特 風雷丸 旁白                      | 山本康平 松野太紀 梁田清之 宮田浩德 同上            | 八大戲劇台 | TV版 |
| 2006     | 特搜戰隊刑事連者 | 赤座伴番 高奇·古魯加 羅玉                                 | 載寧龍二 稻田徹 浪川大輔                            | 八大戲劇台 | TV版 |
| 2007     | 魔法戰隊魔法連者 | 小津翼 小津勇 大袞 旁白                                   | 松本寬也 磯部勉 大塚明夫 玄田哲章                   | 八大戲劇台 | TV版 |
| 2009     | 獸拳戰隊激氣連者 | 久津健 波歐帝 鳥達                                        | 聰太郎 松本大 内匠靖明                              | 八大戲劇台 | TV版 |
| 2010     | 炎神戰隊轟音者   | 香坂連 鷹速鬥輪 噴射長牙虎 運輸鯨無霸 奇拉卡索涅 凱雷斯基 | 片岡信和 浪川大輔 古島清孝 西村知道 島田敏 竹本英史 | 八大戲劇台 | TV版 |
| 2011     | 侍戰隊真劍者     | 志葉丈瑠 丹波歲三 海東大樹 谷藏人 白石衛                  | 松坂桃李 松澤一之 戶谷公人 菊池健一郎 富家規政      | 東森幼幼台 | TV版 |
| 2020     | 假面騎士Ghost    | 山之內御成 天空寺龍                                       | 柳喬之 西村和彥                                     | MOD        | TV版 |

### 日劇
| 播映年份 | 作品名稱 | 配演角色 | 角色演員 | 首播平台 | 備註 |
| -------- | -------- | -------- | -------- | -------- | ---- |
| 2010     | 篤姬     | 德川家定 | 堺雅人   | 民視     |      |

### 韓劇
- 《朱蒙》：金蛙王、思龍、協保、再思
- 《六個孩子》：金福同（麻子叔叔、大頭的爸爸）、李必久、元逢水、俊熙的小學班導師、斗熙的小學班導師、金宗哲、金正植※中視版本
- 《我叫金三順》：玄振軒
- 《浪漫滿屋》：柳民赫
- 《藍色生死戀》：尹俊熙
- 《順風婦產科》：權五中
- 《求婚》：鄭修彬
- 《秘密情人》：趙英敏
- 《美麗的謊言》：朴承宰
- 《紙鶴》：金必勝
- 《美麗的日子》：李民哲
- 《皇太子的初戀》：崔健熙
- 《愛情需要奇蹟》：陳正標
- 《我的女孩》：薛功燦
- 《百萬新娘》：柳英勛
- 《黃真伊》：金恩浩
- 《殘酷的愛》：白政辰、韓司機
- 《愛在哈佛》：金賢宇
- 《李祘》：李祘
- 《On Air》：張基俊
- 《咖啡王子1號店》：崔漢成
- 《風之畫師》：金弘道
- 《我人生最後的緋聞》：張東和
- 《明星的戀人》：金哲秀
- 《流星花園》：金日豐、明
- 《妻子的誘惑》：鄭橋彬
- 《親親老爸》：張信好
- 《傻瓜》：金康慕
- 《該隱與亞伯》：李宣雨
- 《風吹好日子》：張正南、姜翔俊
- 《單身爸爸戀愛中》：江風浩
- 《特務情人IRIS》：陳思佑
- 《逆轉女王》：奉俊秀
- 《灰姑娘的姐姐》：具大成、洪祈正
- 《我的夢想型男》：南傑一
- 《惡作劇之吻》：宋志奧
- 《麵包王金卓求》：具日中
- 《秘密花園》：金祖沅
- 《大富豪與小律師》：邊赫
- 《我的公主My Princess》：南廷宇、李漢、純宗皇帝
- 《雷普利小姐》：張明勳
- 《真心給我一滴淚》：韓康
- 《愛在烏鵲橋》：黃泰範、白仁浩
- 《小媳婦女王》：嚴長壽、千在勇、南男九
- 《愛情調色盤》：姜燦鎮、南仲根
- 《真愛上錯身》：徐仁旭、金民奎
- 《善良的男人》：石民赫
- 《俏皮機長》：洪仁太
- 《仙履奇緣 I Do I Do》：趙恩成
- 《是否听见我的心》：张俊河、奉英奎
- 《超完美褓姆》：殷尚哲
- 《全能女神》：武廷翰
- 《來自星星的你》：張英睦、劉碩、赫、朴民奎
- 《對我而言可愛的她》：李賢旭
- 《心情好的日子》：鄭熙柱、徐民植
- 《未生》：張百基、社長
- 《皮諾丘》：崔恭弼、李英卓、張賢奎、延度英
- 《奇妙一家人》：崔尚男、王峰
- 《我人生的春天》：姜東河、宋秉吉
- 《上流愛情》：崔俊基
- 《假面愛人》：閔錫勛
- 《再一次 Happy Ending》：羅賢基、金建學
- 《第二次愛上你》：李海俊
- 《結婚契約》：韓政勳/韓正勳、吳大賢、漁夫
- 《美女孔心》：石俊秀
- 《對，因為是家人》：劉慶浩、成智一、李勝哲
- 《藍色海洋的傳說》：趙南斗、許治賢、南成俊、陳慶源、金奉德
- 《月桂樹西裝店的紳士們》：裴三道、洪基標、閔孝尚
- 《老婆這週要出牆》：陶賢宇
- 《華政》：光海君
- 《孤單又燦爛的神－鬼怪》：金道英、金差使
- 《浪漫醫生金師傅》：金師傅／富容主、鄭仁秀
- 《微笑吧純南》：姜斗物
- 《傲骨賢妻》：徐中元
- 《沒有名字的女人》：具道英、趙啟哲、崔昊植、楊西燮、路人、花店老闆、理事、法官、殯儀館人員
- 《重新開始》：姜炳哲、李泰成
- 《名不虛傳》：許任

### 日本動畫電影
- 《神隱少女》：河神
- 《死神劇場版：無人的記憶》：巖龍、石田雨龍、朽木白哉
- 《光之美少女劇場版：鳳凰傳說》：弗洛茲
- 《甲蟲王者 邁向偉大的三冠王之路》：未來健太郎
- 《蠟筆小新：小白的屁屁炸彈》：時雨院時常
- 《夏日大作戰》：陣內侘助
- 《巧虎電影：巧虎與小白鯨的大冒險》：一虎或虎太郎(巧虎的爸爸)
- 《聖鬥士星矢 LEGEND of SANCTUARY》：艾奧里亞、撒卡
- 《名偵探柯南：純黑的惡夢》：阿笠博士、目暮十三、伏特加、安德烈·卡邁爾
- 《名偵探柯南：唐紅的戀歌》：阿笠博士、大瀧悟郎、阿知波研介
- 《名偵探柯南：零的執行人》：阿笠博士、目暮十三、日下部誠、總理大臣
- 《名偵探柯南：紺青之拳》：阿笠博士、里希·拉瑪納森、中富禮次郎、海茲利·嘉馬魯丁、陳仲翰、林修、海盜
- 《名偵探柯南：緋色的彈丸》：沖矢昴、羽田秀吉、安德烈·卡邁爾、阿笠博士、目暮十三、鈴木史郎
- 《名偵探柯南：萬聖節的新娘》伊達航,風見裕也,阿笠博士,目暮十三,福井刑事,德米特里·拉扎列夫（僅氣聲）
- 《你的名字》：高木真太、阿瀧的父親、勅使河原的父親、松本（三葉的同學）、拉麵店老闆、餐廳找碴客人
- 《森林大帝》：鬍子老爹、湯米、狒狒爺、麥納斯、喬伊、黑衣男、漁夫、馬戲團馴獸師  ※木棉花OTT版本
- 《天氣之子》：高井刑警、神主、荒木健太郎
- 《泡泡》：慎

### 歐美動畫電影
- 《仙履奇緣2：美夢成真》：麵包師
- 《101忠狗續集：倫敦大冒險》：萊斯
- 《鐘樓怪人2：老時鐘的秘密》：加西莫多
- 《泰山與珍妮》：泰山
- 《米奇家族的萬聖歷險》：米奇
- 《米奇·唐老鴨·高飛三劍客》：米奇
- 《米奇耶誕嘉年華》：米奇
- 《丁丁歷險記》：杜邦

### 日本電影
- 《新解釋·三國志》：劉備

### 海外電影
- 《衛斯理藍血人》：衛斯理
- 《賭博默示錄2：人生奪回遊戲 》：利根川幸雄
- 《心動奇蹟》：石川優一
- 《哈利波特》系列：天狼星·布萊克
- 《真夏方程式》：仙波英俊、塚原正次
- 《盜賊門》：賭場經理
- 《扭轉未來》：羅斯·德瑞茲

### 中國大陸遊戲
| 年份 | 遊戲名稱   | 配演角色 | 備註  |
| ---- | ---------- | -------- | ----- |
| 2014 | 戰龍兵團   |          | [ 2 ] |
| 2020 | 未定事件簿 | 檢察官   |       |